# Lamminjärvi (sjö i Satakunta)
Lamminjärvi är en sjö i Finland. Den ligger i kommunen Eura i landskapet Satakunta, i den sydvästra delen av landet, 180 km nordväst om huvudstaden Helsingfors. Lamminjärvi ligger 45,4 meter över havet. Arean är 89,2 hektar och strandlinjen är 6,94 kilometer lång. Sjön  ingår i Eura å huvudavrinningsområde.   I omgivningarna runt Lamminjärvi växer i huvudsak blandskog. Den sträcker sig 2,2 kilometer i nord-sydlig riktning, och 1,2 kilometer i öst-västlig riktning.